# Jimena Amarillo Peiró
Jimena Amarillo Peiró   (València, 15 de febrer de 2001) és una cantant i compositora valenciana en llengua castellana.
Va créixer escoltant Zoo, La Gossa Sorda, La Raíz i Extremoduro. Va fer batxillerat artístic, prèviament a un grau superior de so. Va començar a tocar el violí a 5 anys a l'escola Suzuki. Va aprendre a tocar la guitarra de manera autodidacta. Aviat va compondre les seves primeres cançons.
A l'estiu de 2020, va compartir diverses cançons que li van portar a traure el seu primer àlbum en 2021, amb el títol Cómo decirte, mi amor. El va llançar amb la discogràfica Mushroom Pillow. Este llançament està compost per deu temes, entre els quals destaca el seu gran èxit Cafeliko, que va ser el seu primer disc d'or. En 2022, va aparéixer el EP Mientras ando al costat del seu company Belicemanu, una xicoteta peça composta per altres quatre cançons. Va estrenar l'àlbum La pena no es cómoda el 2023.
Des de l'any 2023 resideix a Madrid, des d'on va llançar al mercat la seua segona obra en solitari composta per dotze cançons, anomenada La pena no es cómoda.  El gener del 2025 va interpretar la cançó Libertad sin ira en el primer acte del govern espanyol pels 50 anys de la mort de Franco.

## Discografia
- Cómo decirte, mi amor (2021)[2]
- Mientras ando (2022)[2]
- La pena no es cómoda (2023)[2]